# Parque Municipal Monsenhor Expedito D’Ávila

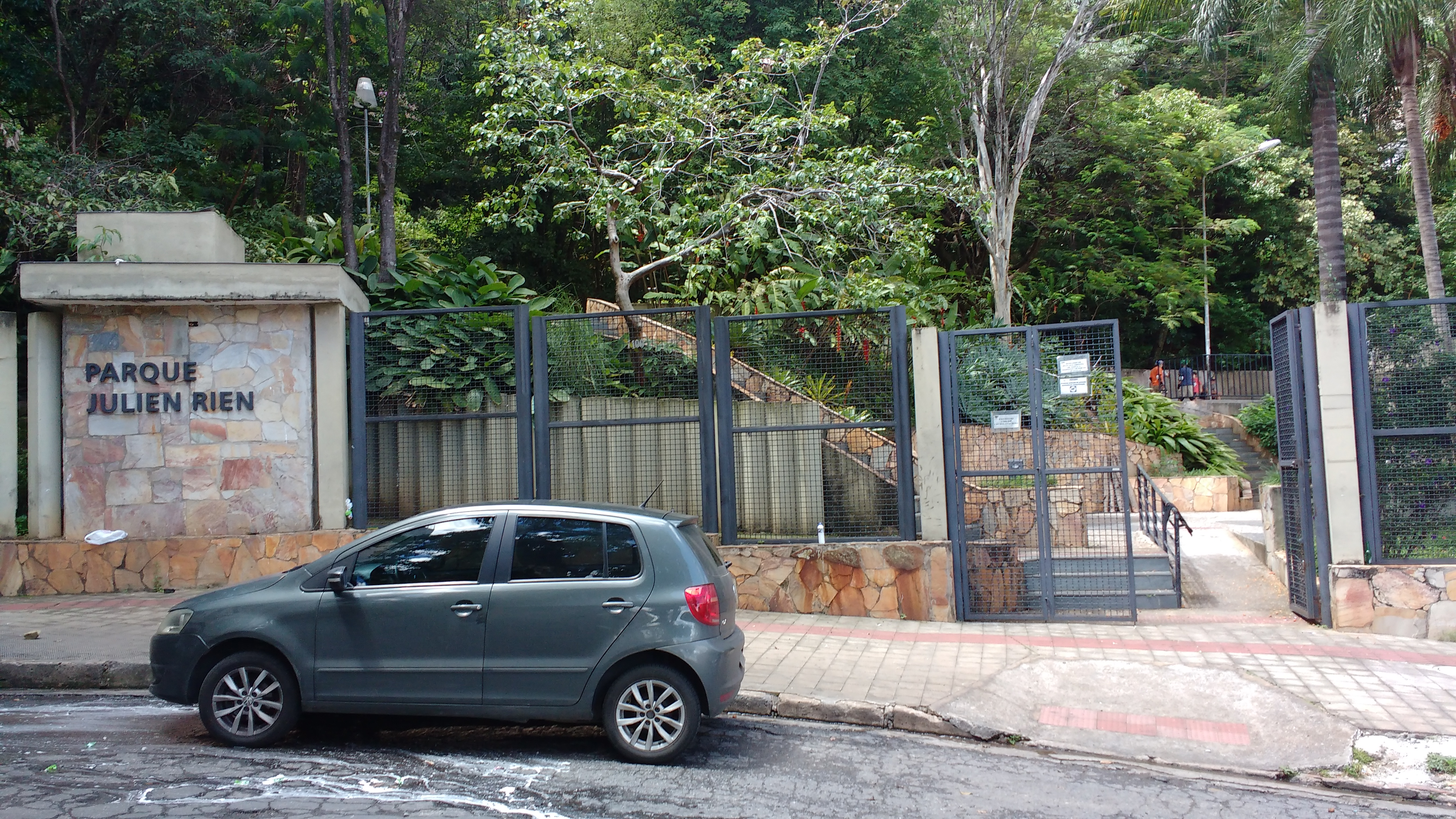
Uma das entradas do parque, com inscrição constando o antigo nome Julien Rien.

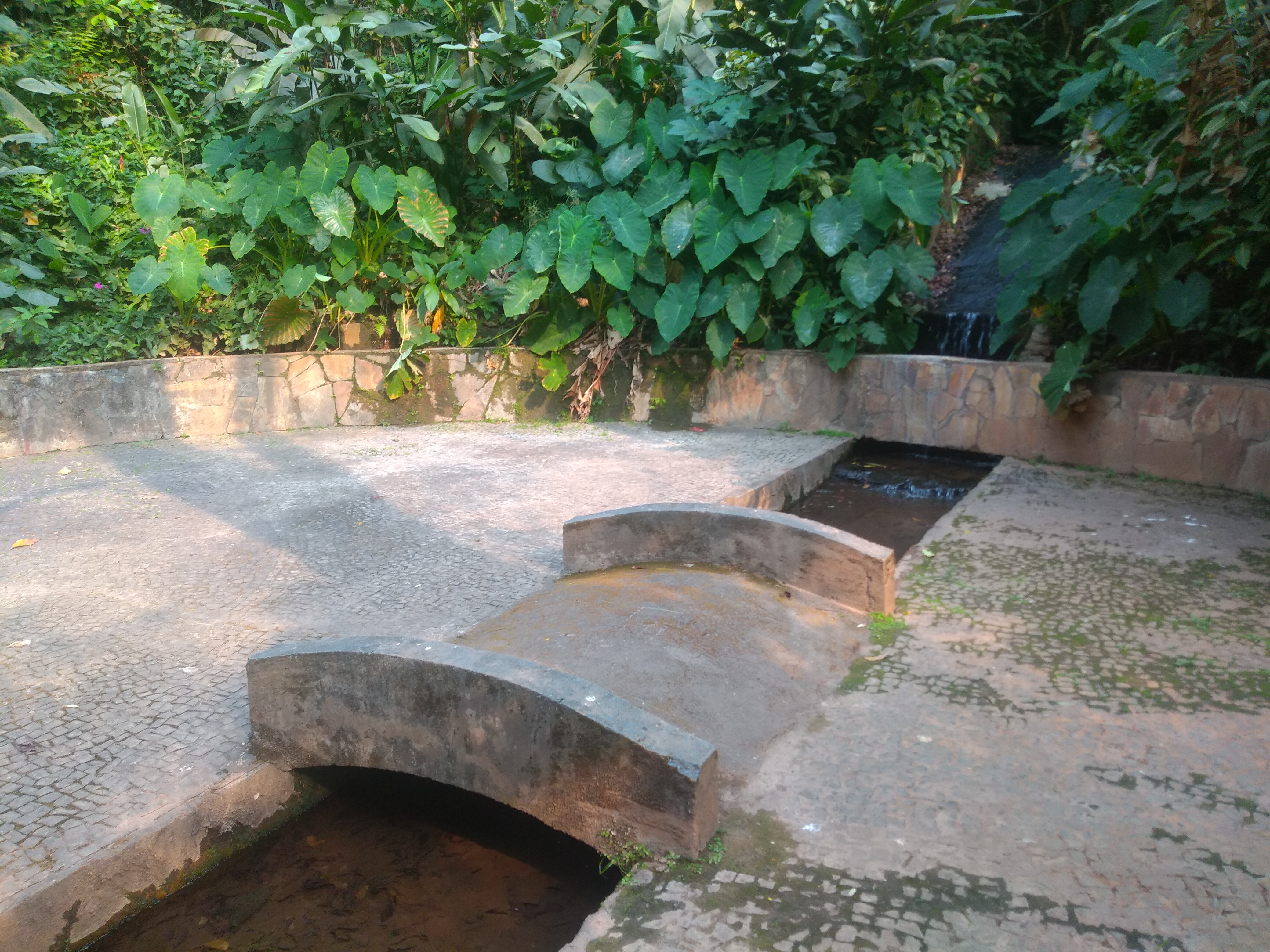
O parque possui várias nascentes como esta (brotando de dentro da mata).

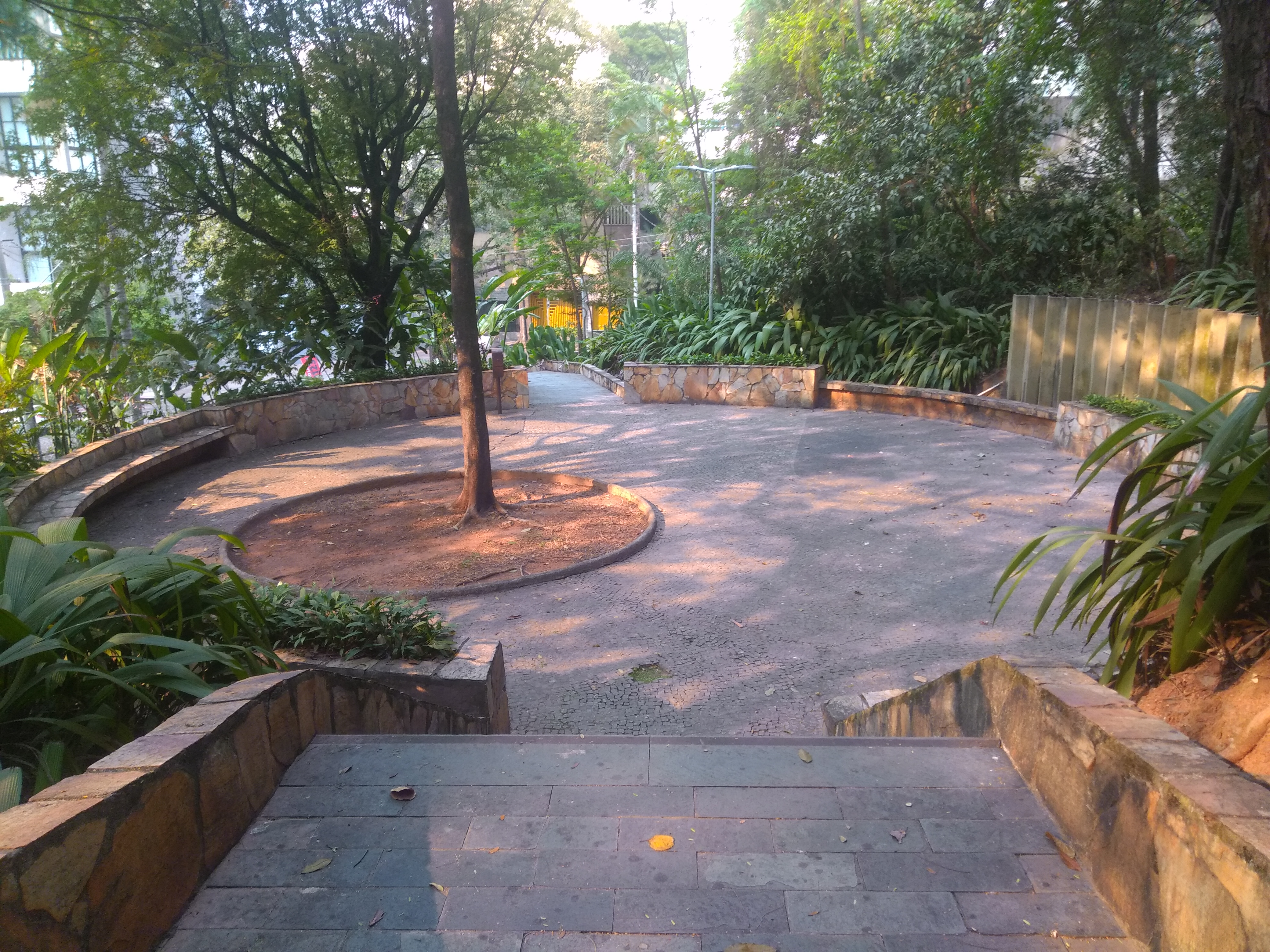
Área no Parque Municipal Monsenhor Expedito D’Ávila

O Parque Municipal Monsenhor Expedito D’Ávila (conhecido até 2023 como Parque Julien Rien), localizado no bairro Anchieta (região centro-sul de Belo Horizonte), possui 14.530 m² de área, entre mata e espaços para recreação e passeios. Suas duas entradas se situam uma na Av. Bandeirantes e outra na Praça Marino Mendes Campos. A entrada da Avenida dos Bandeirantes conta com uma guarita com guardas municipais 24 horas.
O parque foi inaugurado em 1978. Dos seus 14530 m², cerca de 80% têm cobertura vegetal composta por espécies ornamentais e árvores nativas introduzidas, como tipuanas, sibipirunas e eucaliptos, entre outros. A fauna é composta por micos-estrela, gambás, esquilos e aves, como sabiá, o bico-de-lacre e a alma-de-gato. O parque é dotado de área de ginástica , playground, e pista de skate (bowl). Uma extensa escadaria percorre todo o parque, ligando as duas entradas. O local é recomendado para pratica de atividades físicas. Há ainda um anfiteatro no nível da  Av. Bandeirantes.
Além de ser uma área de preservação de nascentes, o parque é uma área de proteção ambiental que integra um cordão de parques (Parque das Mangabeiras, Fort Lauderdale, Mata das Borboletas, Praça JK e Parque das Nações) todos situados no entorno da Serra do Curral.